# Småskär
Småskär ou Småskär  est une île de l'archipel de Luleå en Suède.

## Présentation
Småskär est le résultat d'un regroupement de petites îles en conséquence du soulèvement dû au rebond post-glaciaire.
Sur Småskär se trouve un village de pêcheurs et la petite chapelle de Småskär datant de 1720, qui est la plus ancienne de l'archipel de Luleå..
Småskär est voisine de Mjoön au nord-ouest et de Finnskäret à l'est.
L'été, des bateaux effectuent la traversée depuis Luleå..
Småskär abrite une marina et plus de 120 chalets.

## Zone protégée
Småskär et Finnskäret sont une zone de protection des espèces depuis 1967..
Au sud et à l'est de l'île se trouve la réserve naturelle de Småskärens klippor.
Sur Småskär et sur l'île voisine de Finnskäret, on trouve des forêts de conifères, des forêts de feuillus, des forêts primaires, des trembles, des zones humides, des zones rocheuses et des plages.
Les deux îles possèdent de nombreux habitats pour les oiseaux, notamment des étangs, des baies peu profondes et des forêts primaires. Il existe environ 40 espèces d’oiseaux nicheurs, mais aucune espèce rare n’est présente. Småskär et Finnskäret font partie d'une réserve ornithologique où il est interdit de chasser la sauvagine et les canards. Les eaux à l'est de Småskär constituent la meilleure zone d'observation de l'archipel de Luleå pour l'observation des phoques..

## La chapelle de Småskär

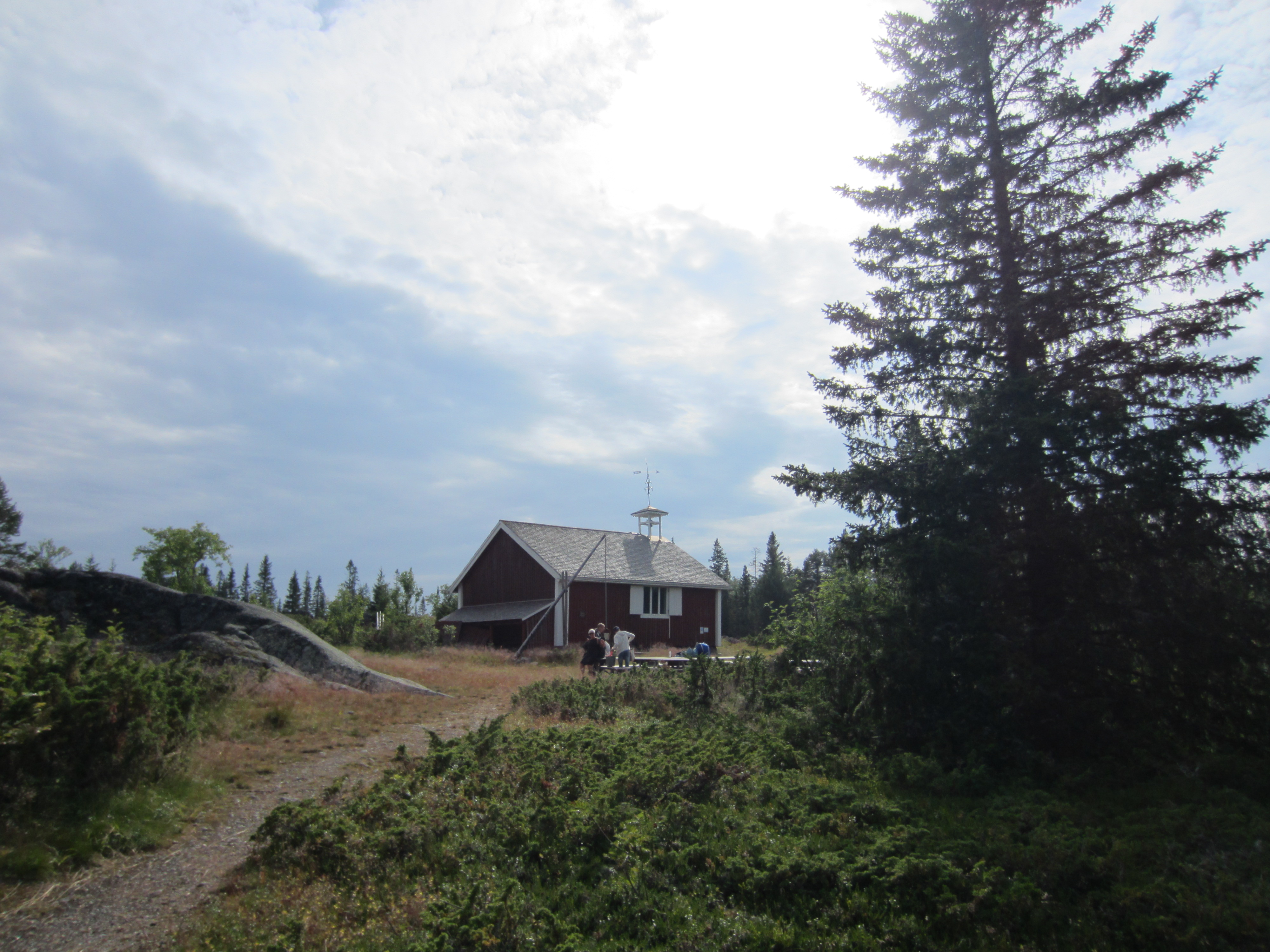
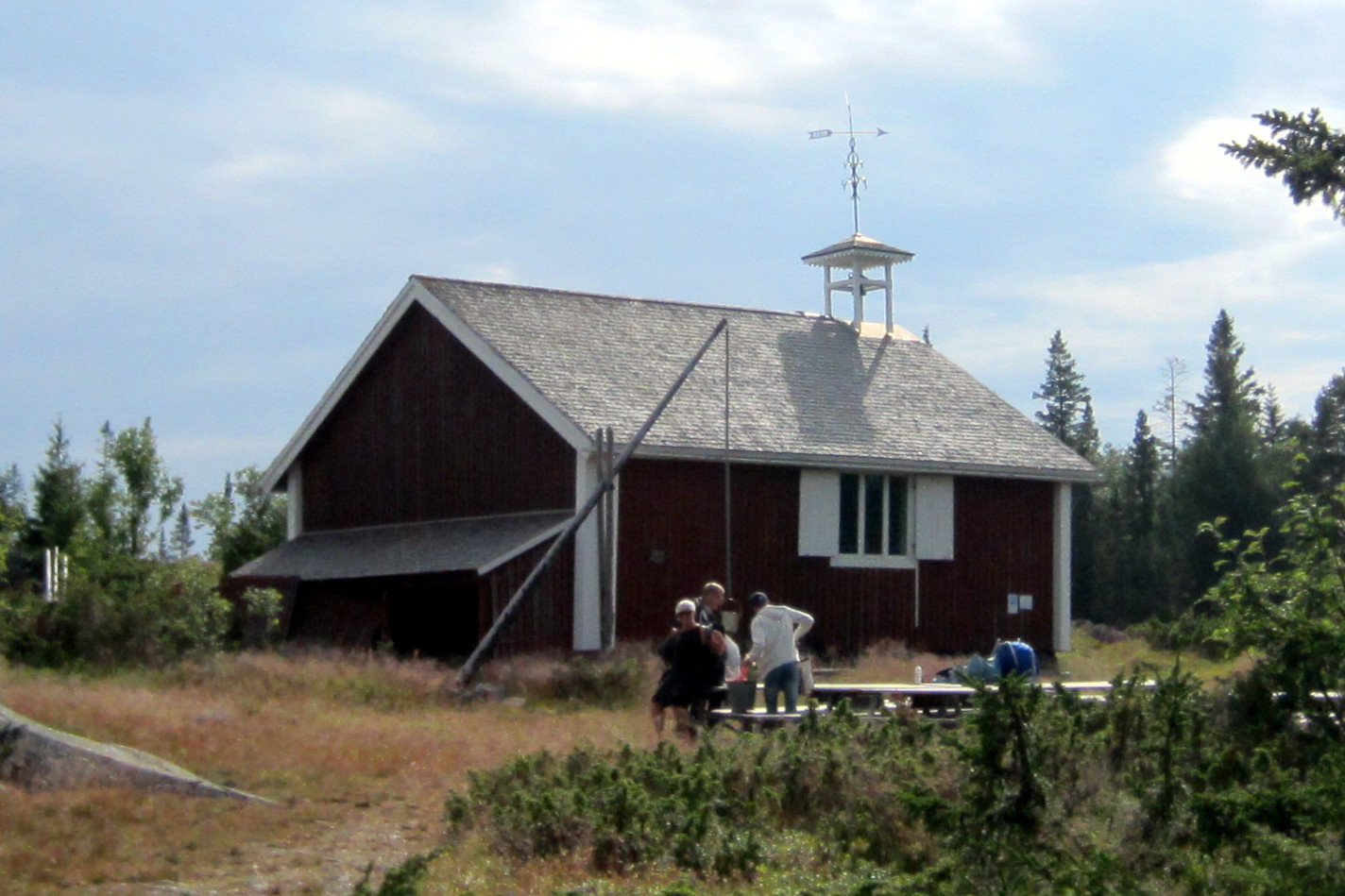
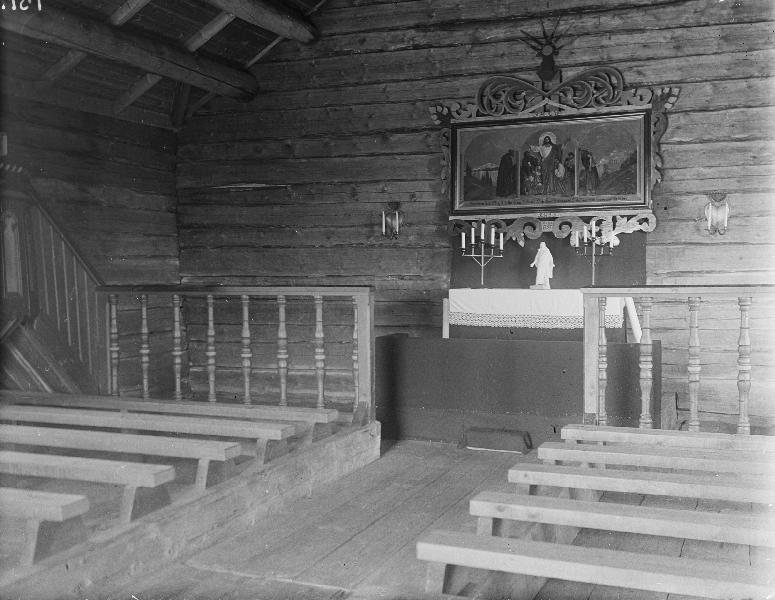